# سالم الدباغ
سالم الدبّاغ (مواليد 1941 -5 ديسمبر 2022) رسام وفنان تشكيلي عراقي اشتهر بأعماله التجريدية التي تشير إلى التقاليد العراقية. وهو أحد مؤسسي جماعة المجددين، مجموعة فنانين ساعدت في تشكيل الفن الحديث في العراق.

## حياته
ولد سالم عام 1941 في مدينة الموصل بمحافظة نينوى، وتخرج من مدارسها، ثم درس في معهد الفنون الجميلة وتخرج منه في عام 1961، ثم تخرج من أكاديمية الفنون الجميلة العليا في بغداد عام 1965، قام بتأسيس جماعة المجددين في عام 1964، وعرضوا أول معرض لهم في عام 1965، عمل مدرساً لمادة الرسم والتخطيط والكرافيك في معهد الفنون الجميلة من عام 1971 الى 2000م، قام برسم مجموعة من الأعمال الفنية في مرسم الشيخ حسن آل ثاني  بدولة قطر وبدعوة منه لصالح المتحف العربي المعاصر في عام 2000م، أقام العديد من المعارض داخل وخارج العراق، وحصل على الكثير من الشهادات التقديرية والجوائز والتكريم وكانت آخر معارضه الخارجية في دبي عام 2008.

## الاسلوب
تميزت أعمال الدباغ بالتجريد اللوني للمواضيع الحياتية، وجاءت لوحاته باللونين الأبيض والأسود، أو بلونين فقط، لتحفيز المتلقي على التساؤل والتفسير ورؤية ما هو أعمق في اللوحة، فهو لم يؤسس لخطاب جمالي فحسب، بل لخطاب فكري بحت، فاللون عنده عامل مساعد لإكمال إنشاء اللوحة وليس هو الأساس، بل الموضوع والبحث واستنفار الفكرة لدى المتلقي هي ما كان يشغله تماماً.

## جوائز
حصل الدباغ على عدة جوائز منها:
- 1987 ميدالية برونزية في القاهرة
- 1986 جائزة إنتر جرافيك، برلين، ألمانيا الشرقية
- 1985 ميرو بيكاسو، الجامعة العربية الإسبانية، بغداد ومدريد
- 1980 إنتر جرافيك في برلين، بألمانيا الشرقية
- 1978 جائزة الشراع الذهبي في الكويت
- 1966 دبلوم شرف في معرض لايبزيغ الدولي للفن الاكرافيك بألمانيا

## معارضه
أقيم عدة معارض فردية في بغداد ولشبونة والكويت وبيروت. وان الألوان التي يفضلها هي الأسود والأبيض؛ في إشارة إلى الخيام السوداء والبيضاء التي يستخدمها البدو الرحل. ومن المعارض التي أقامها:
- المعرض الاول لجمهعة المجددين عام 1965.
- المعرض الثاني لجماعة المجددين عام 1966.
- معرض جماعة المجددين للاعلان السياسي تحت عنوان (المقاومة) وذلك بعد نكسة حزيران عام 1967.
- معرض مشترك لثلاث فنانين عراقيين للرسم في لشبونة، البرتغال عام 1968.
- معرض مشترك لثلاث فنانين عراقيين للاكرافيك في قاعة الجمعية البرتغالية للكرافيك - لشبونة عام 1968.
- بينالة لوبليانا - يوغسلافيا 1969.
- معرض مشترك لثلاثة فنانين عراقيين - كاليري 1 - بيروت 1970.
- بينالة ليييغ - بلجيكا عام 1970.
- بينالة رخيكا للتخطيط - يوغسلافيا عام 1970.
- بينالة بوينس ايرس - الارجنتين عام 1971.
- معرض شخصي - كلري سلطان - الكويت عام 1972.
- مهرجان لشبونة للتخطيط - لشبونه - البرتغال
- مهرجان كان سور مير - فرنسا عام 1979.
- مهرجان بغداد العالمي الاول عام 1986.
- معرض رسم (بين دجلة والفرات) في معهد العالم العربي - باريس - فرنسا عام 1987.
- مهرجان بغداد العالمي الثاني للفنون التشكيلية - بغداد عام 1988.
- معرض مشترك مع فنان عراقي - الكويت عام 1990.
- معرض لسبعة 7 فنانين من العراق - مؤسسة عبد الحميد شومان - عمان.
- معرض لثلاث فنانين عراقيين على قاعة عبد الحميد شومان - عمان - الاردن عام 1993
- معرض فنانونن عرب معاصرون - دارة الفنون - عمان - الاردن عام 1993.
- معرض شخصي على قاعة بغداد في عام 1995.
- معرض شخصي - قاعة بغداد - 1998
- معرض لمجموعة من الفنانين العراقيين  في دبي عام 2004.
- معرض شخصي للرسم بعنوان (تتبع الأثر) على قاعة الارفه لي - عمان عام 2005
- معرض مشترك لمجموعة من الفنانين العراقيين في دبي عام 2008.

## وفاته
توفي سالم الاثنين المصادف 5 ديسمبر/كانون الأول 2022 عن عمر ناهز الـ 83 عاماً بعد معاناة مع أمراض الشيخوخة.